# Marion Woodman
Marion Woodman, cuyo nombre de nacimiento era Marion Jean Boa, (London, Ontario, 15 de agosto de 1928–London, Ontario, 9 de julio de 2018
) fue una escritora mitopoética canadiense, poeta, analista junguiana y figura representativa del movimiento de la mujer. Escribió y habló extensamente sobre la interpretación de los sueños del psiquiatra suizo Carl Gustav Jung.

## Biografía

### Primeros años y formación
Woodman nació el 15 de agosto de 1928 en London, Ontario, licenciándose posteriormente en literatura inglesa. Más tarde estudió psicología analítica en el C.G. Jung-Institut Zürich, Suiza.

### Carrera
Woodman enseñó inglés en la escuela secundaria durante más de veinte años. Sufriendo de anorexia se tomó un año sabático y viajó primero a la India y luego a Inglaterra, donde se interesó por el marco teórico del psiquiatra y psicólogo suizo Carl Gustav Jung; luego se matriculó en el C.G. Jung-Institut Zürich, entrenándose para ser analista.
En 1982, Woodman escribió un libro sobre psicología analítica, Addiction to Perfection: The Still Unravished Bride (Adicción a la perfección), que fue publicado por la nueva compañía Inner City Books, creada por su colega Daryl Sharp.
Woodman continuó escribiendo sobre psicología femenina, centrándose en la psique y el soma. También dio conferencias internacionalmente. Escribió en colaboración con Thomas Moore, Jill Mellick y Robert Bly.
Woodman fue incluida en la revista Watkins' Mind Body Spirit de 2012 como una de las cien personas más influyentes espiritualmente. Su colección de audio y videoconferencias, correspondencia y manuscritos se conservan en el OPUS Archives and Research Center, ubicado en el campus del Pacifica Graduate Institute en Carpintería, California.

### Vida personal
Su marido Ross Woodman fue profesor emérito en la University of Western Ontario. Fue autor de The Apocalyptic Vision in the Poetry of Shelley y Sanity, Madness, Transformation: The Psyche in Romanticism, ambas publicadas por University of Toronto Press. Ross Woodman murió en su casa en Londres, Ontario, el 20 de marzo de 2014.
Sus hermanos son el fallecido actor canadiense Bruce Boa y el analista junguiano Fraser Boa.
El 7 de noviembre de 1993, Woodman fue diagnosticada de cáncer de útero. Los siguientes dos años al tratamiento contra el cáncer los registró en un diario, que más tarde fue publicado como Bone: Dying into Life.
Falleció el 9 de julio de 2018 a la edad de 89 años.

## Obra selecta
- The Owl Was a Baker's Daughter: Obesity, Anorexia Nervosa, and the Repressed Feminine, 1980 Inner City Books. ISBN 0-919123-03-1
- Addiction to Perfection: The Still Unravished Bride, 1982 Inner City Books. ISBN 0-919123-11-2
- The Pregnant Virgin: A Process of Psychological Transformation, 1985 Inner City Books. ISBN 0-919123-20-1
- The Ravaged Bridegroom: Masculinity in Women, 1990 Inner City Books. ISBN 0-919123-42-2
- Leaving My Father's House: A Journey to Conscious Femininity (en colaboración con Kate Danson, Mary Hamilton y Rita Greer Allen), 1992 Shambhala Publications. ISBN 0-87773-896-3 (edición PB)[13][14]
- Conscious Femininity: Interviews With Marion Woodman, 1993 Inner City Books. ISBN 0-919123-59-7
- Dancing in the Flames: The Dark Goddess in the Transformation of Consciousness (en colaboración con Elinor Dickson), 1996 Shambhala Publications. ISBN 1-57062-313-9 (edición PB)
- The Maiden King: The Reunion of Masculine and Feminine (en colaboración con Robert Bly), noviembre 1998, Henry Holt & Co; ISBN 0-8050-5777-3[15][16]
- Bone: Dying Into Life, 2000 Viking Compass. ISBN 9780670893744[17][18]
- Sitting by the Well: Bringing the Feminine to Consciousness Through Language, Dreams and Metaphor, 2000 Sounds True (audiolibro) ISBN 978-1-56455-803-9[19]
- Coming Home to Myself: Daily Reflections for a Woman's Body and Soul (en colaboración con Jill Mellick), April 2001 (rústica) Conari Press. ISBN 1-57324-566-6
- The Art of Dreaming, por Jill Mellick (con un prólogo de Woodman), 2001 Conari Press. ISBN 1573245747